# West Leake
West Leake – wieś w Anglii, w hrabstwie Nottinghamshire, w dystrykcie Rushcliffe. Leży 15 km na południowy zachód od miasta Nottingham i 165 km na północny zachód od Londynu. Miejscowość liczy 110 mieszkańców.